# RG-3
RG-3 a fost un planor biloc de instruire elementară în dublă comandă, proiectat de inginerul Vladimir Novițchi în anul 1953, construit la IFIL-Reghin într-un număr de 51 exemplare.

## Proiectare și construcție
RG-3 a fost un planor de școală biloc, pentru antrenament, cu comandă dublă, foarte ușor de manevrat și a cărui întreținere era simplă.   
Piloții aveau locurile în tandem, montate pe un fuzelaj grindă, în partea anterioară a aripii înalte. Aripa era montată pe fuzelaj în spatele posturilor de comandă și avea structura de grindă cu zăbrele, fiind consolidată cu câte doi montanți sub fiecare aripă, punctele de fixare pe intrados fiind la aproximativ o treime din anvergură. Aripa din schelet de lemn, fără unghi diedru, era acoperită cu pânză, iar eleroanele ajungeau până la vârfurile aripilor. Ampenajul era la fel ca aripa, învelit cu pânză.
Aterizorul planorului RG-3 era pe o patină care ajungea de la bot până sub posturile de comandă, având ca amortizoare tampoane de cauciuc montate între fuzelaj și patină iar sub ampenaj o bechie. 
Ampenajul, convențional, era asemănător în vedere de sus cu aripa, stabilizatorul fiind montat în fața derivei, fixat deasupra cantului superior al fuzelajului.
Planorul era ușor de montat și putea fi transportat de două persoane.

## Date tehnice
Date tehnice:
Caracteristici generale
- Echipaj: 2
- Anvergura: 12,60 m
- Lungime: 6,80 m
- Înălțimea: 1,70 m
- Suprafața aripii: 19,90 m²
- Diedrul aripii: 0°
- Alungirea aripii:
- Tren de aterizare: o talpă principală (patină), bechie
- Profilul aripii: Aripă înaltă, pe montanți
- Greutate gol: 150 kg
- Greutate cu echipaj: 310 kg
- Structură: lemn și pânză

Performanțe
- Viteza de angajare: 44 km/h
- Viteza maximă: 165 km/h
- Viteza maximă admisă în remorcare cu automosor: 80 km/h
- Finețe maximă: 16
- Viteza de coborâre : 1 m/s la -- km/h
- Încărcătura alară: 14,40 kg/m2